# 丸亀市立東中学校
丸亀市立東中学校（まるがめしりつ ひがしちゅうがっこう）は、香川県丸亀市にある公立中学校。

## 沿革
- 1947年（昭和22年）4月1日 - 丸亀市立第一中学校、丸亀市立第二中学校及び土器中学校として開校。
- 1948年（昭和23年）4月1日 - 第一・第二中学校とも一番丁の旧歩兵第12連隊兵舎跡に移転。丸亀市と仲多度郡南村で中学校組合を結成したのに伴い、丸亀市南村組合立第一中学校、及び丸亀市南村組合立第二中学校と改称。
- 1949年（昭和24年）11月1日 - 西練兵場跡に校舎が一部竣工し、生徒の過半数が移動。
- 1950年（昭和25年）10月20日 - 校舎が続いて落成し、第一中学校の全生徒が移動。
- 1951年（昭和26年）4月1日 - 第一中学校・第二中学校を再編し、城乾小学校・城北小学校を校区とする丸亀市立東中学校が開校[1]。
- 1952年（昭和27年）4月1日 - 丸亀市と綾歌郡土器村で中学校組合を結成したのに伴い、丸亀市土器村組合立東中学校と改称。
- 1954年（昭和29年）5月3日 - 丸亀市が土器村を編入したのに伴い、再び丸亀市立東中学校と改称。
- 1968年（昭和43年）3月25日 - 体育館が竣工。
- 1979年（昭和54年）3月17日 - 校旗を制定。
- 1983年（昭和58年）4月1日 - 丸亀市立南中学校の新設に伴い､ 城辰小学校区の児童が転学。

## 通学区域
丸亀市立城乾小学校・丸亀市立城坤小学校・丸亀市立城東小学校・丸亀市立城北小学校・丸亀市立城西小学校各校区の一部、及び丸亀市立飯野小学校の校区全域。
- 丸亀市
  - 西平山町、福島町、新町、通町、南条町、大手町1丁目～2丁目、西本町1丁目～2丁目、幸町1丁目～2丁目、港町、一番丁、土居町1丁目～3丁目、富士見町1丁目～5丁目、御供所町1丁目～2丁目、北平山町1丁目～2丁目、瓦町、風袋町、葭町、米屋町、松屋町、魚屋町、宗古町、土器町西1丁目～8丁目、土器町東1丁目～9丁目、土器町北1丁目～2丁目、飯野町東分、飯野町西分、飯野町東二、蓬莱町、城東町1丁目～3丁目、新浜町1丁目～2丁目、塩屋町1丁目、塩屋町2丁目（一部）、塩屋町5丁目、前塩屋町1丁目（一部）

## 周辺
- 丸亀城
- 丸亀市役所
- 丸亀市市民交流活動センター マルタス
- 丸亀北消防署
- 丸亀駅
- 城東小学校
- 大手前丸亀中学・高等学校
- 香川県道33号高松善通寺線（京極通り）

- JR予讃線 丸亀駅から東へ600m
- 丸亀コミュニティバス 丸亀市役所前（マルタス前）停留所下車

## 通学区域が隣接している学校
- 丸亀市立西中学校
- 丸亀市立南中学校
- 丸亀市立飯山中学校
- 坂出市立坂出中学校
- 宇多津町立宇多津中学校